# Kommunanz Cadenazzo/Monteceneri
Die Comunanza Cadenazzo/Monteceneri ist ein Gemeinschaftsareal (Kommunanz) im Bezirk Bellinzona des Kantons Tessin in der Schweiz.

## Politische Zugehörigkeit
Das 2,88 Quadratkilometer grosse Territorium besteht im Wesentlichen aus der Alpe Caneggio und steht seit Jahrhunderten im Gemeinschaftsbesitz zweier Gemeinwesen: Medeglia und Robasacco (ersteres seit 2010 zur Gemeinde Monteceneri, letzteres seit 2005 zur Gemeinde Cadenazzo gehörend). Der Anteil von Monteceneri beträgt zwei Drittel, der von Cadenazzo ein Drittel.

## Geographie
Das nicht dauernd bewohnte alpine Gebiet besteht aus dem östlichsten, höchstgelegenen Teil des Valle di Caneggio, das beim Dorf Isone seinen Anfang nimmt.
Die Alpe Caneggio liegt zwischen 1400–1700 m ü. M. Sie unterteilt sich in die Core inferiore (1421 m ü. M.), Corte di Mezzo (1471 m ü. M.) und Corte di Campo (1600 m ü. M.) und wird im Nordwesten durch den 1703 m hohen Pizzo di Corgella, im Süden durch die 2035 m hohe Cima Calescio sowie im Südosten durch den 2228 m hohen Camoghè begrenzt.

## Geschichte und Zukunft
Die Kommunanz Cadenazzo/Monteceneri wurde bis zur Eingemeindung von Robasacco im März 2005 Kommunanz Medeglia/Robasacco genannt (BFS-Nr. 5391; bis 31. Dezember 2003: BFS-Nr. 5020).
Durch die Fusion der Gemeinde Medeglia mit den anderen Gemeinden des oberen Vedeggiotals zur neuen Gemeinde Monteceneri hat die Kommunanz Medeglia/Cadenazzo erneut den Namen auf Kommunanz Cadenazzo/Monteceneri gewechselt.
Da die neue Gemeinde Monteceneri zum Bezirk Lugano gehört, musste auch die Frage der Bezirkszugehörigkeit der Kommunanz geklärt werden (wie bisher Bezirk Bellinzona oder Wechsel zum Bezirk Lugano). Die Kommunanz Cadenazzo/Monteceneri gehört wie bisher zum Bezirk Bellinzona.